# Renfe série 269.6

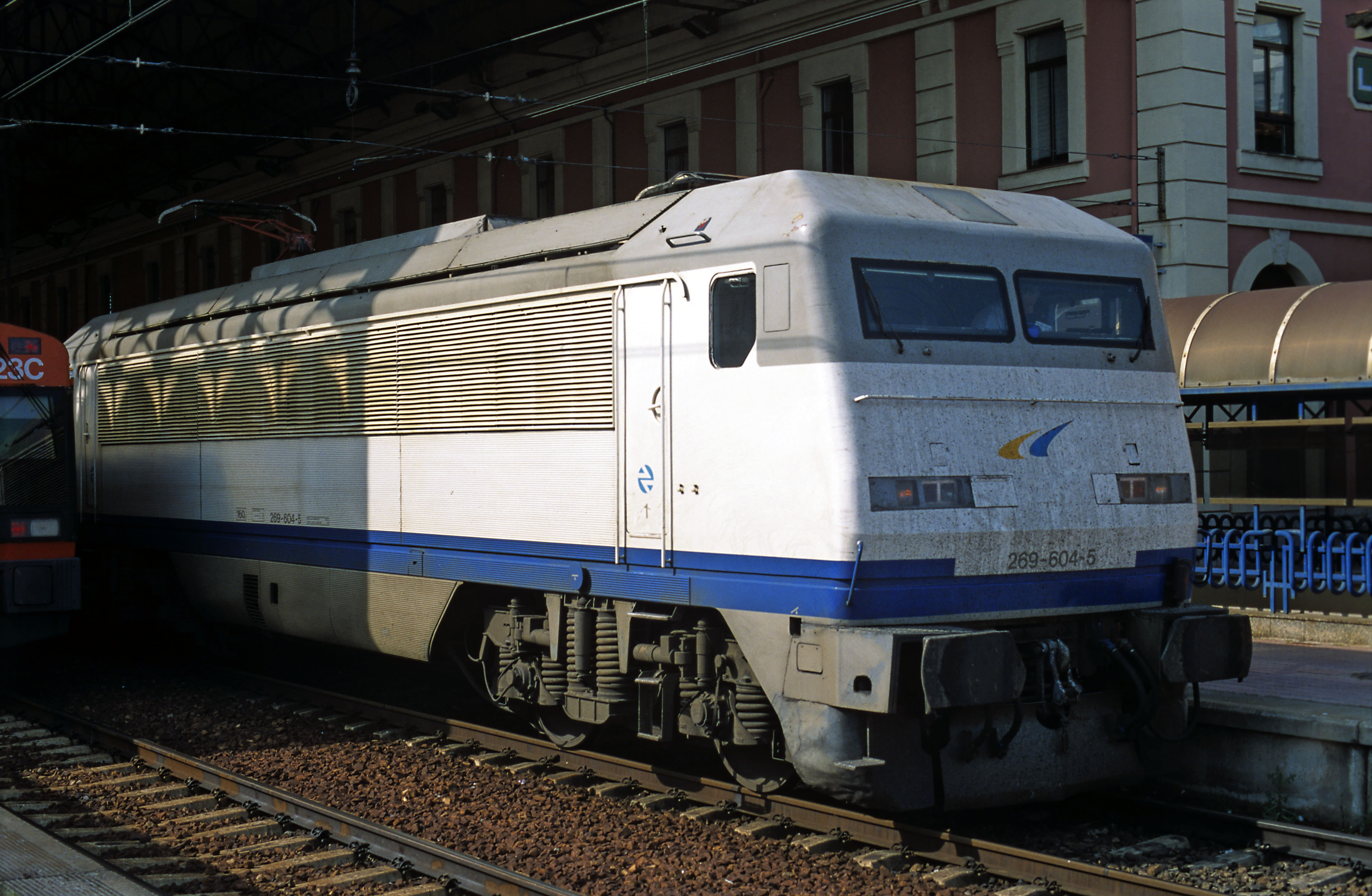
La 269-604-5 reconstruite, surnommée Gato Montés, est la seule à disposer d'une caisse plus aérodynamique.

La Renfe série 269.6 est une locomotive électrique du réseau ferré espagnol Renfe. Cette petite série de quatre unités prototypes se rattache extérieurement à la grande famille des 269.0/279/289, mais elle en diffère complètement par la partie électrique, qui comprend pour la première fois un équipement de puissance électronique dit chopper.

## Conception
La caisse est identique à celle des machines de la série 269.2. La seule différence se trouve au niveau de la toiture, où le lanterneau a été modifié afin d'accueillir les résistances du frein électrique et leur système de ventilation. Les prises d'air correspondantes ont été supprimées sur la partie basse et remplacées par deux groupes de ventilation.
L'équipement électronique de puissance est censé augmenter le rendement de la machine tout en diminuant les frais de maintenance, tout en diminuant le nombre de contacts électropneumatiques. Les pantographes sont disposés « à la française », c'est-à-dire symétriques (comme sur la 269-504). Quelques équipements complémentaires, que l'on ne retrouve pas sur les autres séries de 269, prennent place dans la caisse :
- une résistance de charge chargée de limiter l'intensité de charge du condensateur du filtre principal,
- un filtre d'entrée, nécessaire pour éviter toute interférence avec les circuits de signalisation et de communication,
- un filtre à 50 Hz,
- un filtre de protection contre les surtensions sur la ligne de contact.

L'équipement de puissance est composé de deux groupes totalement indépendants, comprenant chacun un chopper biphasé et un chopper monophasé.
Les deux premières unités sont entièrement construites au Japon, les deux autres par la CAF à Beasain. Les 269-601 et 602 débarquent à Barcelone en 1980 avec la classique livrée verte à bande jaune. Elles ne la porteront jamais en service. Transférées à Beasain pour mise au point, elles reçoivent la même livrée Mazinger que les 269-603 et 604.

## Service
Une fois livrées, les 269-601 à 604 sont affectées au dépôt de Madrid-Fuencarral. Elles assurent la remorque de divers trains de voyageurs, en particulier le Corail Madrid-Saragosse. Plus tard, dans un but d'unification, elles sont mutées à Oviède où sont concentrées les 251 utilisant la même technologie chopper. On leur confie notamment la traction de l'express Corail Gijón-Barcelone et retour, ce qui leur vaut leur premier surnom de Coralinas.

## Reconstructions et nouvelles expérimentations
Vers le milieu des années 1980, vivement intéressée par ce qui a été réalisé en France, la Renfe inscrit au plan des transports ferroviaires (PTF) une campagne d'essais à la vitesse de 200 km/h pour les trains de voyageurs afin de tester la signalisation, la caténaire, la voie, et les infrastructures en général. À l'époque, les locomotives de la série 250.6 sont encore en cours de fabrication, et le seul matériel disponible pour réaliser ces essais est constitué par l'automotrice 443 et par les quatre unités de la série 269-600. Ce sont ces dernières qui sont retenues pour les essais.
Expédiées à la CAF de Beasain pour modifications, elles y reçoivent des bogies spéciaux monomoteurs et monoréducteurs (roues de 1170 mm et empattement de 2500 mm contre 1250 m et 2280 mm précédemment). Le rapport d'engrenage est modifié (1,457 contre 2,91 GV et 4,68 PV précédemment). Les sablières sont déplacées et remontées directement sur la caisse. Le frein à vide est supprimé et remplacé par un nouveau système de freinage conjugué. Les machines sont également équipées du système ASFA 200 et reçoivent une nouvelle décoration. La 269-601 est livrée la première en février 1988. Les autres suivent à la cadence d'une par mois. Seule exception, la 269-604 reçoit une nouvelle caisse au design totalement novateur, qui en fait un oiseau rare au sein du parc espagnol et lui vaut son surnom de Gato Montés.
Aussitôt mises à l'essai, les machines transformées démontrent rapidement leurs capacités. Le 23 mai 1988, la 269-602 atteint la vitesse de 215 km/h. sur la ligne Madrid-Alicante. Une fois terminée la campagne d'essais, les 269-600 reprendront la traction des trains de voyageurs, principalement celle du Talgo Santander-Alicante.

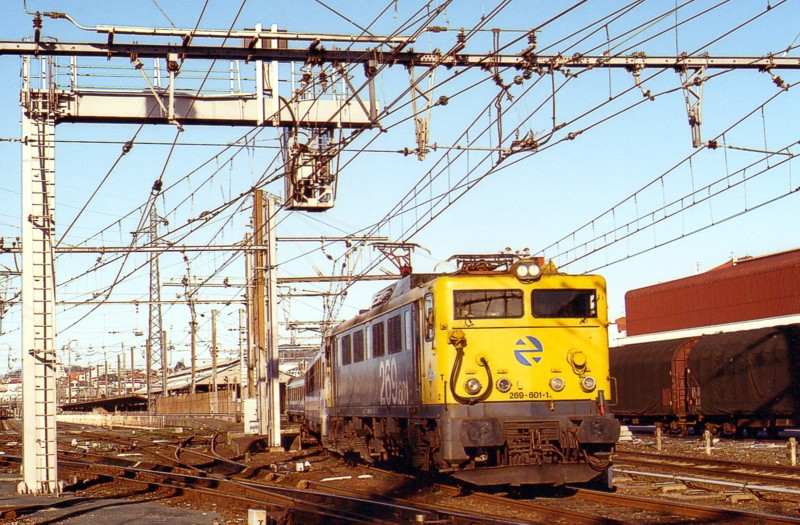
La 269-601 repart vers Irun avec la rame vide du train Madrid-Chamartín - Hendaye (Hendaye, 6 mars 2003).